# Герб комуни Болльнес
Герб комуни Болльнес (швед. Bollnäs kommunvapen) — символ шведської адміністративно-територіальної одиниці місцевого самоврядування комуни Болльнес.

## Історія
Місто Болльнес від 1943 року використовувало герб з журавлем і крилатим колесом. Після адміністративно-територіальної реформи, проведеної в Швеції на початку 1970-х років, муніципальні герби стали використовуватися лишень комунами. Цей герб був перебраний для нової комуни Болльнес. Через кілька років у герб внесено зміни й додано дві хвилясті тонкі балки замість колеса з крильми.
Новий герб комуни зареєстровано 1976 року. 

## Опис (блазон)
У синьому полі над двома срібними хвилястими тонкими балками в основі стоїть срібний журавель з червоним дзьобом та ногами й тримає у правій піднятій лапі такий же камінь.    

## Зміст
Журавель із каменем у лапі є символом пильності. Цей символ походить  з парафіяльної печатки XVII століття. Дві хвилясті балки символізують річки Юснан і Вокснан. 